# Freccia del Brabante 1973
La Freccia del Brabante 1973, tredicesima edizione della corsa, si svolse il 25 marzo su un percorso di 170 km, con partenza a Sint-Genesius-Rode e arrivo ad Alsemberg. Fu vinta dal belga Johan De Muynck della squadra Flandria-Carpenter-Shimano davanti ai connazionali Victor Van Schil e Herman Van Springel.

## Ordine d'arrivo (Top 10)
| Pos. | Corridore           | Squadra                    | Tempo    |
| ---- | ------------------- | -------------------------- | -------- |
| 1    | Johan De Muynck     | Flandria-Carpenter-Shimano | 4h16'00" |
| 2    | Victor Van Schil    | Molteni                    | a 7"     |
| 3    | Herman Van Springel | Rokado-de Gribaldy         | a 12"    |
| 4    | Lucien De Brauwere  | Flandria-Carpenter-Shimano | a 15"    |
| 5    | Frans Verbeeck      | Watney-Maes Pils           | s.t.     |
| 6    | Eddy Cael           | Novy-Romy Pils-Total       | s.t.     |
| 7    | Willy De Geest      | Rokado-de Gribaldy         | s.t.     |
| 8    | Roger De Vlaeminck  | Brooklyn                   | s.t.     |
| 9    | Julien Stevens      | Brooklyn                   | s.t.     |
| 10   | Michael Wright      | Gitane-Frigecreme          | s.t.     |